# IFEMA

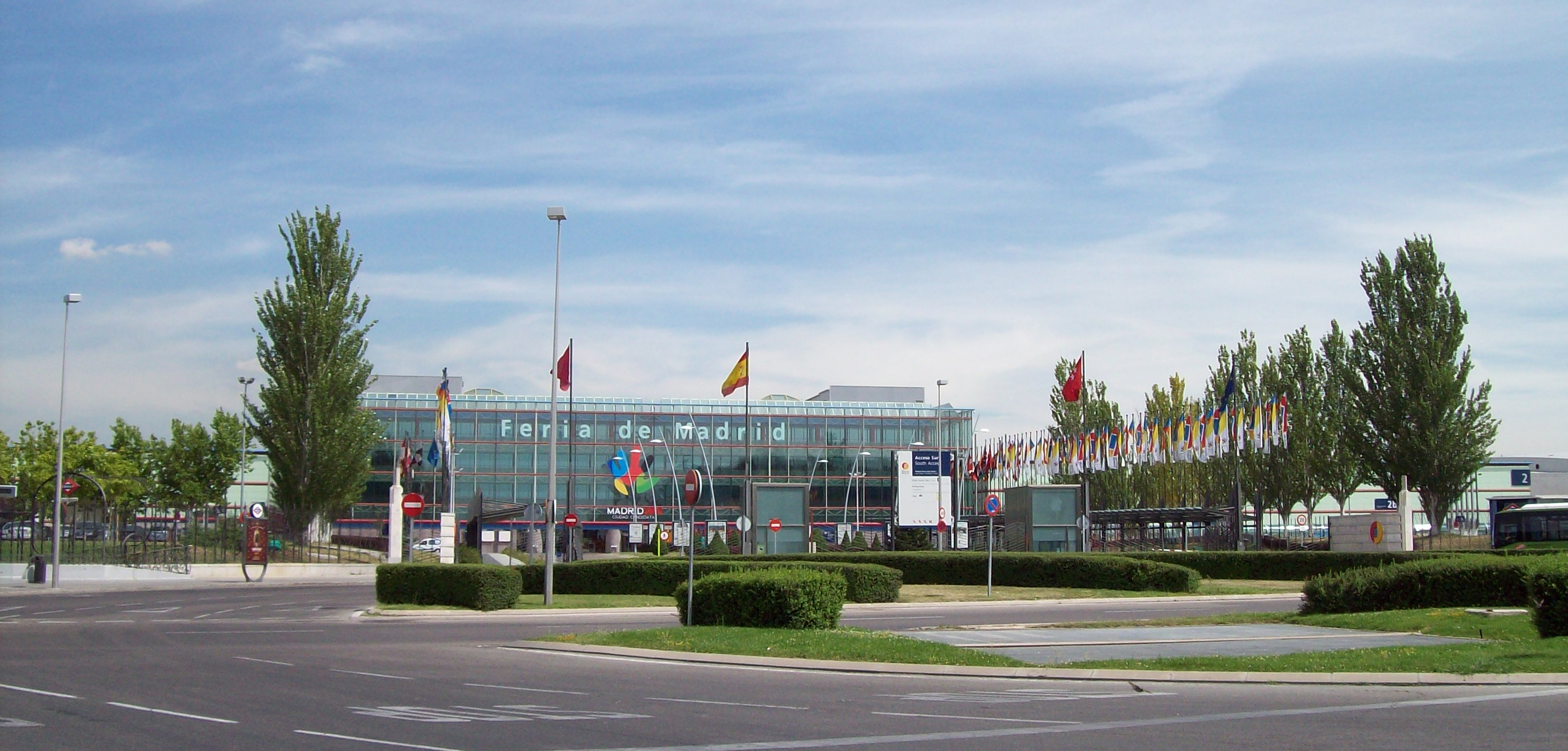
IFEMA

IFEMA ou Instituição de Feiras de Madrid (Institución Ferial de Madrid em espanhol) é a entidade que todos os anos organiza feiras sobre os mais variados sectores económicos, com o objectivo de promover relações comerciais para as empresas da região. Para além de ser a mais importante organização e recinto de feiras de Espanha é também uma das mais importantes da Europa. A IFEMA tem escritórios em vários outros países como Alemanha, Benelux, Brasil, China, Egipto, EUA, França, Itália, México, Reino Unido e Portugal. O objectivo é fomentar parcerias comerciais entre os países e criar apoios à participação para as empresas desses países nas feiras realizadas no recinto da IFEMA em Madrid.